# Перемиська брама

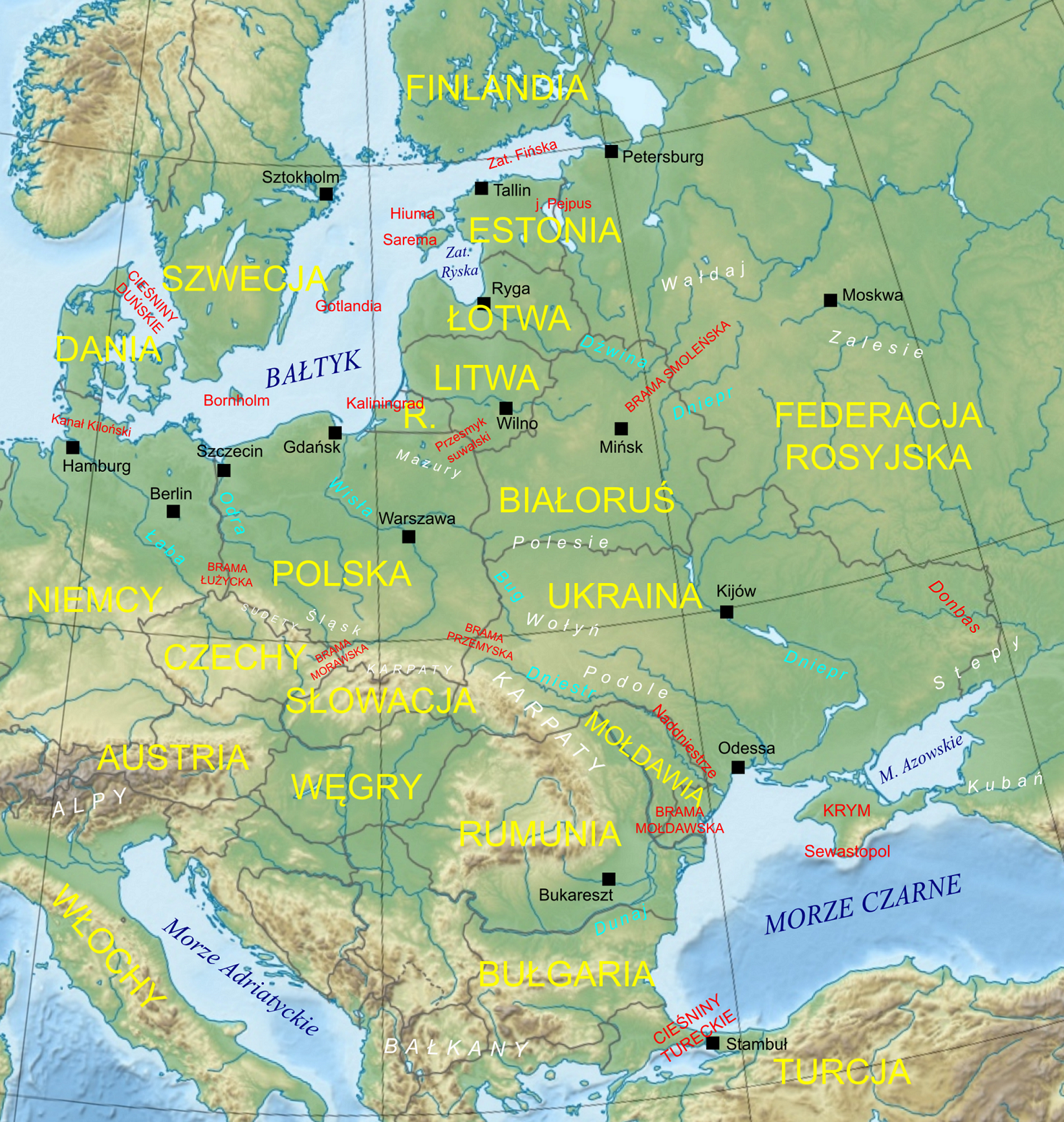
Геостратегічна карта Східної Європи

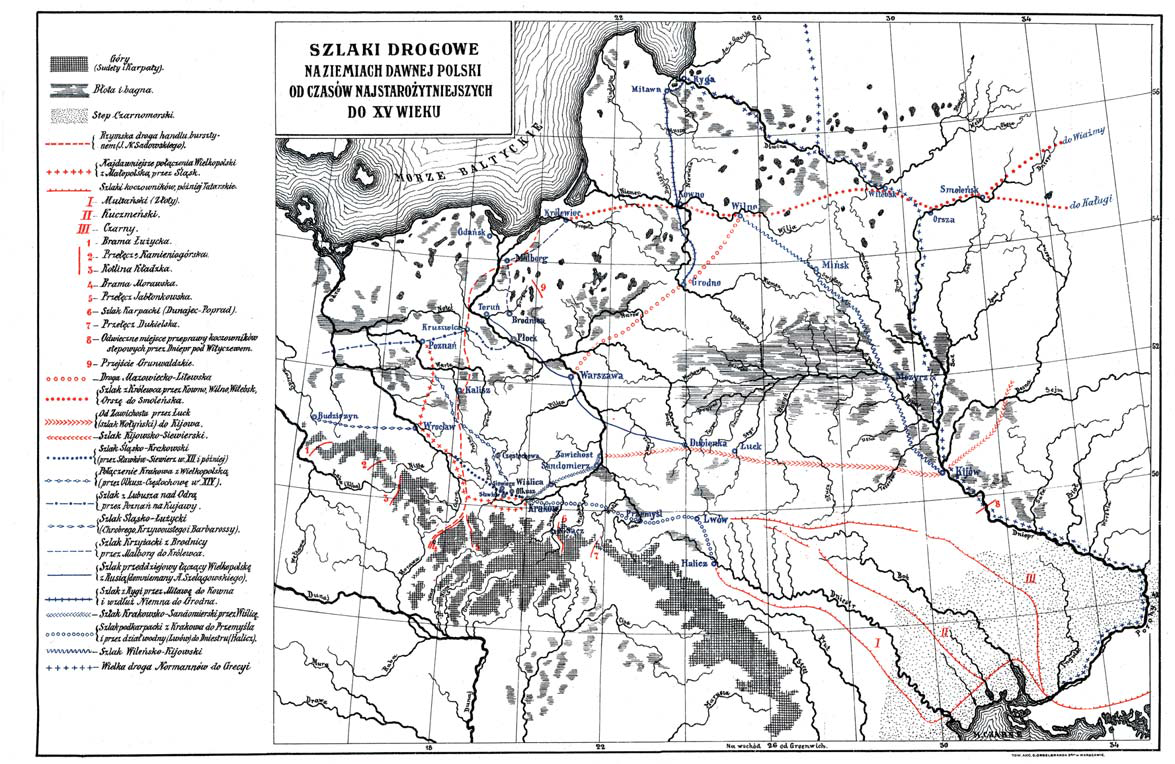
«Шляхи доріг», карта Географії земель колишньої Польщі Антонія Суйковського (1918).

Перемиська брама — географічний регіон у південно-східній Польщі, на кордоні з Україною.
Перемиська брама — западина між Західними Карпатами та Розточчям. Вона утворилася в період зледеніння, коли відтік вод Сяну був утруднений наявністю льодового покриву, і води річки прямували на південний схід, до Дністра.
Історично це була дорога з Балтійського моря, Вісли, Сану, Вяру до Стривігору, Дністра та Чорного моря.